# Emil Juvara
Emil Juvara a fost unul din membrii familiei Juvara.

## Istoricul familiei
Familia Juvara erau la sfârșitul secolului al XVIII-lea, conducători ai revoluției macedonene contra dominației turcești fiind, s-au refugiat în România. O ramură în Moldova care se iscăleau Juvara, alta în Muntenia, care se iscăleau Djuvara. La 1812 Ion Dumitrache Juvara era stolnic la Huși, iar fiul lui, Iorgu Juvara, căsătorit cu Maria Docan, a avut cinci copii, o fetiță Clemansa și patru feciori – Ernest, Nicu, Emil și Iorgu. Emil Juvara s-a căsătorit cu Maria Botez, descendentă din Mihalache Cantacuzino-Pașcanu. Familia Juvara a avut moșii și conace în zona târgului Murgeni și a satului Sărățeni. Școala care a existat în anii 1908-2000 în satul Sărățeni este legată de familia Juvara, Emil Juvara fiind cel care a construit, pe cheltuiala sa, școala. Clădirea avea inițial două săli de clasă și o cancelarie, făcută din cărămidă, fiecare cărămidă purta inițialele E.J. și anul construcției 1908, cu o arhitectură impunătoare. În anul 2000 cea mai mare parte a localului școlii vechi a fost demolat iar pe amplasament, cu fonduri de la Banca Mondială, a fost construit un nou local de școală, rămânând regretul că nu s-a păstrat originalul în întregime.